# Milo Giacomo Rambaldi
 (avril 2021).
Si vous disposez d'ouvrages ou d'articles de référence ou si vous connaissez des sites web de qualité traitant du thème abordé ici, merci de compléter l'article en donnant les références utiles à sa vérifiabilité et en les liant à la section « Notes et références ».
Pour les articles homonymes, voir Rambaldi.
Milo Rambaldi est un personnage de fiction de l'univers de la série télévisée Alias.
Rambaldi est un prophète et un inventeur génial, créateur de techniques et de mécanismes ayant plusieurs centaines d'années d'avance sur leur temps.

## Biographie
Né à Parme en 1444, Rambaldi est éduqué par les moines vespertins. Il est présenté à celui qui deviendrait le pape  Alexandre VI de l'Église catholique à l'âge de 18 ans. Lorsque celui-ci devient pape, en 1492, Rambaldi devient son architecte en chef.
Rambaldi suggérait dans ses œuvres qu'un jour, la science nous permettrait de connaître Dieu (c'est ce qu'affirme Arvin Sloane dans Meilleures ennemies). Il s'oppose ainsi à l'archidiacre Claudio Vespertini, qui le fait condamner à mort pour hérésie en 1496 et fait effacer son nom de tous les bâtiments publics et détruire son atelier.
Peu de temps après sa mort, et après la découverte d'un deuxième atelier secret à San Lazzaro, les brouillons, schémas et plans de Rambaldi furent vendus aux enchères pour presque rien.

## Œuvres
Milo Rambaldi s'est intéressé à toutes sortes de domaines, de l'anatomie (étude du cœur humain) aux sciences physiques poussées (création d'une sorte de téléphone portable). Ses dessins, études et plans étaient écrits dans différentes langues, de l'italien à des formes hybrides de démotique. Il inventa les techniques de compression de données et utilisait le système binaire. C'est également le premier à avoir marqué ses documents, composés sur des feuilles en fibres de polymères, d'un filigrane, l'Œil de Rambaldi (représentant un œil, <O>, dont la signification est révélée dans la quatrième saison d'Alias), visible uniquement à la lumière noire. 
La plupart de ses inventions avaient été dispersées dans le monde entier après sa disgrâce ; les Disciples de Rambaldi, comme Arvin Sloane, cherchent à les retrouver. En effet, l'assemblage de plusieurs œuvres de Rambaldi indépendamment inutiles permet souvent d'aboutir à sa création originelle, des plus compliquées, comme Il Dire à la fin de la deuxième saison (Risque maximum (The Telling)), composée de 47 artefacts, à la plus simple, comme son horloge de la première saison (Sale temps (Time Will Tell)) .

## Prophéties
Rambaldi est aussi connu pour ses prophéties ; il avait ainsi prédit l'évènement déclencheur de la Première Guerre mondiale, et le bombardement d'Hiroshima (48 heures (Countdown)). Dans Alias, deux de ses prophéties sont d'importance primordiale, et concernent Sydney Bristow : la première accompagne un dessin d'une femme ressemblant à Sydney, et prédit que la femme dessinée sera celle qui accomplira son œuvre ; la seconde prédit que l'Élue (d'après Irina Derevko, il s'agit de Sydney) et le Passager (la demi-sœur de Sydney, Nadia Santos) se battront et qu'aucune ne survivra (ou une seule, dans la version de la troisième saison).

## Héritage
Au XXe siècle, l'on redécouvrit l'ampleur des créations de Rambaldi, et les grands dirigeants politiques, comme Hitler (qui le surnommait "Nostravinci" ; les auteurs semblent s'être inspirés à la fois de Léonard de Vinci et de Nostradamus, et Michael Vaughn fait ce rapprochement dans Opération Tonnerre 6) et Staline, s'intéressèrent à lui ; Rambaldi avait en effet créé, entre autres, des sources d'énergie et des armes superpuissantes. Arvin Sloane et Irina Derevko sont, au moment de l'action d'Alias, les deux Disciples les plus influents.